# Шпак, Владислав Дмитриевич
Владислав Дмитриевич Шпак (6 марта 1940 — 14 января 2022) — российский артист цирка, режиссёр, педагог, заслуженный работник культуры РСФСР (1980).

## Биография
В 1960 году окончил ГУЦЭИ (класс С. А. Каштеляна).
В 1962 поступил в ГИТИС на отделение режиссуры под руководством народного артиста СССР Н. П. Охлопкова, совмещал учёбу с преподаванием в ГУЦЭИ.
В 1971—1972 и 1976—1978 годах работал во Вьетнаме в Ханойском цирке. Награждён двумя медалями Дружбы ДРВ и СРВ Вьетнам.
В 1993 году организовал свой авторский театр миниатюрной эксцентриады — «МЭКС».
Преподавал в ГУЦЭИ.
Умер 14 января 2022 года.

## Ученики
- «Русские скоморохи» — Трио Толдоновых (Пётр Толдонов, Замир Мустафин, Виталий Довгань)
- Ковёрные клоуны: Замир Мустафин, Рамазан Абдикеев, Эдуард Акопян, Владимир Русанов,Александр Корнилов.
- Клоуны-буфф: Эдуард Алексеенко и Андрей Жигалов,
- Сергей Соломатин, Владимир Столяров, Владимир Стариков
- Музыкальная шестёрка: Алексагндр Лямин, Ольга Лысанова, Николай Лысанов, В. Пономарёв, Владимир Угличин и Александр Усов.
- Сергей Павлов
- Владимир Кожевников
- Николай Лысанов
- Александр Матвеев
- Равиль Султанов
- Наталья Султанова
- И. Тимофеева и А. Макеева
- Юлия Якубовская и Анна Гусева
- Александр Бакалов
- Музыкальный клоун-эксцентрик Артак Арутюнян
- Юрий Керма
- Карен Варданян
- Ким Мовсисян
- Константин Машнинов
- Мурзинцев Олег

## Фильмография
- 1971 — «Достояние республики» — постановка цирковых номеров.

«Приключение итальянцев в России» и «Приключения м-сье Перрешона» — эксцентрические эпизоды.